# Papunya
Papunya es una pequeña comunidad aborigen australiana, situada a unos 240 km al noroeste de Alice Springs, en el Territorio del Norte (Australia).
Papunya es la localidad más cercana al polo de inaccesibilidad de Australia y se encuentra en territorio aborigen restringido, por lo que es necesario contar con un permiso para entrar o pasar por allí. Está habitado por aborígenes desplazados, principalmente de los grupos pintupi y luritja. 
Según el censo de 2006, Papunya tenía una población de 299 habitantes.En el censo de 2016, la población ascendía a 404 habitantes. La religión predominante entre sus habitantes es el luteranismo. Según el citado censo de 2016, el 78'7 % de la población (esto es, 310 personas) profesaba dicha religión.
Warumpi Band fue un grupo australiano de música country y rock aborigen, que se formó en Papunya.

## Historia
Los pueblos pintupi y luritja fueron expulsados de sus tierras tradicionales en los años 1930 y trasladados a Hermannsburg y Haasts Bluff en donde el gobierno contaba con almacenes de raciones. Hubo frecuentes enfrentamientos entre estos pueblos, con sus estilos de vida nómada de cazadores-recolectores, y los ganaderos que se estaban trasladando al territorio y sobre-utilizando los limitados recursos acuíferos de la región para su ganado.
El gobierno australiano construyó un pozo de agua y viviendas básicas en Papunya en los años 1950 para la creciente población de las comunidades aborígenes ya establecidas en comunidades y reservas. La comunidad creció hasta las mil personas a principios de los años 1970 y estaba plagada por pobres condiciones de vida, problemas de salud, y tensiones entre los diferentes grupos tribales y lingüísticos. Estos problemas llevaron a muchas personas, especialmente los pintupi, a trasladarse más hacia el oeste más cerca de su tierra tradicional. Tras asentarse en una serie de estaciones en el desierto con muy poco o ningún apoyo del gobierno, la comunidad de Kintore fue establecida a unos 250 km al oeste de Papunya a principios de los años 1980.
Durante los años 1970 un notable nuevo estilo de arte surgió en Papunya, el cual para los años 1980 comenzó a atraer atención nacional y luego internacional como un movimiento artístico importante. Los principales exponentes de este estilo son Clifford Possum Tjapaltjarri, Billy Stockman Tjapaltjarri, Kaapa Tjampitjinpa, Turkey Tolson Tjupurrula y Pansy Napangardi.
Una sustancial bibliografía sobre el arte y los artistas de Papunya se encuentra disponible en el Museo Nacional de Australia.